# Bucht von Sorsogon
Der Bucht von Sorsogon (englisch Sorsogon Bay) ist eine große Meeresbucht im Südosten der Insel Luzon, Philippinen. Sie ist die östlichste Meeresausbuchtung der Sibuyan-See und ist fast vollständig umschlossen von der Bicol-Halbinsel. Sie öffnet sich im Westen zur Ticao-Passage. Die Bucht nimmt eine Fläche von ca. 201 km² ein und ist eine eher flache Bucht, die Tiefen von einem halben bis 10 Metern erreicht, am Ausgang zur Ticao-Passage werden Tiefen bis ca. 30 Metern gemessen. Die Küstenlinie der Bucht wird geprägt durch eine Mischung aus Mangrovenwäldern, Felsküsten und Sandstränden. An ihr liegen die Gemeinden Sorsogon City, Magallanes, Juban, Castilla und Casiguran.
Die Bucht von Sorsogon gilt als ein ergiebiges Fischfanggebiet in der Provinz Sorsogon. Untersuchungen der Fischerei- und der Provinzbehörden ergaben 1995 eine jährliche Fangmenge von 5.585,62 Tonnen, von dieser leben ca. 5000 Familien. Die Fischbestände in der Bucht setzen sich aus 56 Gattungen der Knorpel- und Knochenfischen zusammen, die sich nochmals in 223 Arten aufsplitten. 
Der Meeresboden in der Bucht besteht größtenteils aus Schlick- und Schlammböden, in Küstennähe geht dieser in Sand- und grobkörnige Sedimentböden über. Die Salinität in der Bucht wird als gering beschrieben, da zahlreiche Flüsse und Bäche in ihr münden. Im nordwestlichen Hinterland erheben sich die Pocdolberge und im südöstlichen Hinterland der Vulkan Bulusan.

Panoramablick auf die Bucht von Sorsogon